# Cidade Ocidental
Cidade Ocidental é um município brasileiro do estado de Goiás. Pertence à Região Geográfica Intermediária de Luziânia-Águas Lindas de Goiás e à Região Geográfica Imediata de Luziânia. Além disso, faz parte da Região Integrada de Desenvolvimento do Distrito Federal e Entorno e sua população em 2022 era de 91.767 habitantes. Segundo o Tribunal Regional Eleitoral de Goiás, em junho de 2011, registraram-se no município 30.171 eleitores, ou 0,74% do eleitorado de Goiás.
Conhecida como a "Princesinha do Entorno Sul de Brasília", está localizada na Região Leste do Estado de Goiás. Segundo o Tribunal de Contas do Estado de Goiás, Cidade Ocidental é o segundo município mais transparente do estado de Goiás, além de ser um dos mais transparentes do Brasil.

## História
Teve sua origem na implantação de um núcleo residencial ao norte do município de Luziânia, quando em 1974, João Batista de Souza, proprietário da Fazenda Aracati, onde se fabricava o aguardente “Caninha Aracati” vendeu 5,04 km² ao Sr. Cleto Campelo Meireles, ficando esta gleba pertencente à Zona Suburbana do município de Luziânia.
Em 15 de dezembro de 1976 deu-se a fundação do núcleo, cuja construção ficou a cargo da Construtora Ocidental - daí a origem do nome "Cidade Ocidental", projetada pelo arquiteto e urbanista Marco Casalini.
O projeto inicial previa a construção de 14.349 unidades habitacionais, mas apenas 6.796 casas foram construídas. O restante, 7.533 lotes onde não foram construídos, foram repassados ao Banco Regional de Brasília como forma de pagamentos de dívidas da construtora junto àquela instituição financeira. O banco, por sua vez, repassou estes lotes para o Governo do Distrito Federal, que até hoje detém a propriedade destes lotes.
Em 1989 o núcleo habitacional foi elevado à condição de distrito de Luziânia e em 9 de dezembro de 1990 deu-se a emancipação político-administrativa do distrito e o primeiro prefeito municipal tomou posse em 1º de janeiro de 1993.
Localizada a uma distância de 48 km de Brasília, é por muitos considerada ainda cidade dormitório, sendo que grande parte de seus moradores se deslocam até a capital federal para trabalhar. A cidade possui um traçado urbano organizado, a partir de seu núcleo original, sendo que os novos loteamentos foram sendo adequados ao mesmo tipo de traçado.
Trata-se de um avanço político-administrativo que só foi possível em decorrência da emancipação alcançada no final do ano de 1990 pela consciência social de seus habitantes. No entanto, não há mais controvérsia sobre a importância da emancipação de Cidade Ocidental, pois este vem tendo um significado particularmente importante na concepção dos cidadãos deste município, devido ao processo acelerado de desenvolvimento que vem alcançando.
Afinal temos um espelho muito forte que é o próprio desenvolvimento Goiano desde 1592, quando Sebastião Marinho descobriu as terras goianas no alto do rio Tocantins e graças às primeiras povoações em Goiás. Devido à tenacidade desse povo e a luta de vários parlamentares o progresso chegou nesta região.
O município de Cidade Ocidental faz parte da Região Integrada de Desenvolvimento do Distrito Federal e Entorno. A RIDE foi criada em 1998 e tem como objetivo principal implantar soluções imediatas e a médio prazo para os problemas existentes nos municípios do entorno do Distrito Federal.

## Subdivisão
Zona urbana
A zona urbana de Cidade Ocidental é composta pelo centro que se encontra divido em Super Quadras: SQ 01, SQ 02 (Vila Militar), SQ 03 a SQ 19, SQ 20 (Área Verde), SQ 21 a SQ 24 e por bairros: Ocidental Park, Parque Nápolis, Parque Nova Friburgo, Recreio Mossoró, Parque Araguari, Parque Estrela D'alva 4, Residencial Morada das Garças, Residencial São Mateus, Colina Verde, Residencial Dom Bosco, Residencial Marisa, Tapera Flórida, Jardim Edite, Parque das Américas, Quintas Itapuã, Setor de Mansões Suleste e Jardim ABC, Condominio Damha, Condominio Alphaville e o condomínio Vila Suíça localizado no bairro Parque do Distrito.
Zona rural
A zona rural do município de Cidade Ocidental é extensa e até mesmo desconhecido por grande parte da população urbana. Essa área faz divisa com o Distrito Federal e com os municípios goianos de Luziânia e Cristalina.
Compõem a zona rural ocidentalense as seguintes áreas: Garapa, Ferraz, Chácaras Regina, Água Quente, Povoado Quilombola Mesquita e Mata da Fartura. O Povoado Mesquita foi recentemente reconhecido pelo Governo Federal como área remanescente de quilombo, onde dedicam-se à fabricação de marmelada e aguardente.

## Geografia
Localizado na mesorregião do Leste Goiano e na microrregião do entorno do Distrito Federal, a 48 km de Brasília e a cerca de 192 km de Goiânia, faz divisa com Valparaíso de Goiás (oeste), Santa Maria (DF), Jardim Botânico (DF), São Sebastião (DF) (norte), Cristalina (leste) e Luziânia (sul).
O relevo do município é levemente ondulado com vales nos cursos de rios e córregos. A altitude nas margens do lago é de 951 metros acima do nível do mar, já na praça central chega a 1.014 metros. Sendo o ponto culminante localizado na divisa com o Distrito Federal, no Monumento às Árvores no final do loteamento Dom Bosco a 1.115 metros de altitude. Ao sul do município o relevo torna-se mais baixo e ondulado com formações serranas nos vales que descem a menos de 830 metros no extremo sul do município.
A vegetação da região do município de Cidade Ocidental constitui-se basicamente de cerradão, cerrado, campo cerrado, campo e matas de galeria nos cursos de rios e córregos. Hoje restam remanescentes desses conjuntos florísticos, devido à extrema destruição desse ecótone para a constituição de pastos e lavouras.

### Hidrografia
- Ribeirão Saia Velha: serve de linha limítrofe entre o município e os municípios de Luziânia e Valparaíso de Goiás. Sendo também o principal curso d'água de Cidade Ocidental, pois abastece o centro da cidade e os bairros próximos. Em 1970, a construtora Ocidental criou a barragem do córrego Jacob, um espelho d'água na entrada da cidade, conhecido pelos nomes de Lago Jacob ou Lago Saia Velha e a transformou no Clube Recreativo de Lazer.
- Ribeirão Mesquita: afluente do braço direito do Rio São Bartolomeu, banha parte do povoado Mesquita; apresenta-se com forte poluição, oriunda do centro urbano que está bem próximo. Isso prejudica muito as atividades relacionadas à pecuária, que necessita das águas do Ribeirão Mesquita.
- Rio São Bartolomeu: recebe as águas do Ribeirão Mesquita e do Ribeirão Saia Velha e deságua no Rio Corumbá. Suas bacias abrigam intensa atividade agrícola e em seu curso é extraída areia para construção civil. Servindo também de limite entre Cidade Ocidental e o município de Cristalina.
- Ribeirão Água Quente: localizado a norte do município ,numa região que recebe seu nome,este córrego possui águas termais.Suas origens ainda estão sendo investigadas.
- Poções e cachoeiras: localizados a menos de 30 minutos de caminhada do centro da cidade pode-se encontrar córregos com águas límpidas entre matas de galeria, mas somente entre os meses de dezembro e maio.

### Clima
O clima de cidade Ocidental, de acordo com a classificação de Köppem é do tipo Cwa, tropical de altitude, em altitudes próximas a 1.000m, com verões chuvosos e quentes e invernos frios e secos. Sendo comum temperaturas de 28 °C de máximas no verão e de 12 °C de mínimas no inverno. Porém já foram registradas temperaturas entre 35 °C e 3 °C. Nas partes baixas pode ocorrer o tipo AW (tropical chuvoso de inverno seco). De todos os componentes climáticos, a precipitação é um dos fatores mais importantes do ecossistema da região dos cerrados. Apesar da variabilidade, o padrão de precipitação verificado apresenta dois períodos bem marcantes, um chuvoso de outubro a abril e outro seco de maio a setembro.
A altitude do município constitui uma determinante para atenuação térmica no mês de janeiro, bem como média inferior a 18 °C no mês de julho.
Durante o inverno, que é o período de estiagem, a região fica sob a influência dos ventos de leste, nordeste e sudeste. Os dois primeiros estão relacionados à atuação da massa tropical atlântica, que, nesse período, se encontra enfraquecida e, consequentemente, responsável pela estabilidade atmosférica. Já o terceiro está associado às incursões do fluxo extratropical, caracterizado pela massa polar.
A baixa umidade absoluta reduz a possibilidade de ocorrência pluviométrica frontal no referido período, constituindo-se como a principal causa da queda da temperatura. Nesse momento, a posição altimétrica da área contribui para o aumento da velocidade dos ventos e pode implicar em desconforto térmico.

## Economia
A economia ocidentalense baseia-se na criação de gado bovino de corte e leite, no plantio de soja e na produção de doces de marmelo. Na zona rural do município, estão localizados dois frigoríficos que abastecem toda a região.
O comércio varejista no município é bem diversificado, sendo composto pelos ramos de confecção, bares e restaurantes, hotéis, panificação, supermercados, lojas de informática, oficinas mecânicas, etc. Todos os sábados, pela manhã, ocorre a Feira Livre de Cidade Ocidental, na Av. Principal, na altura da Super Quadra 10, ao lado da CELG, e a Feira do Produtor, que reúne apenas os produtores rurais do município. Às terças-feiras, à noite, ocorre na Av. Principal, na rua larga entre as quadras 15 e 17, e às quintas-feiras, à noite, ocorre na Av. Principal, na altura da Super Quadra 10, ao lado da CELG.
A Cidade também conta com um grande shopping Center, localizado às margens do lago Jabob, o Ocidental Shopping é um grande centro de compras, o empreendimento conta com lojas, academia é uma grande praça  de alimentação com uma incrível vista privilegiada para o lago Jacob.
Atualmente está sendo construído no município um grande Parque tecnológico que abrigara a sede do SESI e SENAI. O ambicioso projeto foi iniciado desde a instalação do Residencial Alphaville em Cidade Ocidental, o objetivo é criar o maior e mais moderno centro de tecnologia e inovação da região e um dos maiores do país. Com a capacidade instalada do centro, a expectativa é de atração das principais empresas de tecnologia do Brasil, geração de milhares de empregos e a criação de um banco de talentos com profissionais locais.
Recentemente a AGETUR - Agência Goiana de Turismo - classificou o município de Cidade Ocidental como sendo de potencial turístico, o que pode alavancar a economia municipal.
No município está localizada a primeira usina hidrelétrica da região, fornecedora de energia elétrica para a construção de Brasília, a Usina Saia Velha.
Atualmente a cidade recebe maciços investimentos imobiliários. Tais investimentos ocorrem devido a instalação dos condomínios Alphaville Brasília Residencial e do Damha Residencial Brasília no bairro Jardim ABC. O município contempla ainda muitas áreas que podem servir como base para outros empreendimentos imobiliários e/ou voltados para o turismo rural.

### Indicadores socioeconômicos
PIB municipal (2021)R$ 1,01 bilhão
PIB  per capita (2021)R$ 13.528,98
Composição do PIB (2010)
- Valor adicionado bruto da agropecuária:  R$ 13,742 milhões
- Valor adicionado bruto da indústria:  R$ 43,594 milhões
- Valor adicionado bruto dos serviços:  R$  197,219 milhões
- Impostos sobre produtos líquidos de subsídios:  R$ 13,803 milhões

## Infra-estrutura
Todo o centro da Cidade Ocidental tem coleta de esgoto, que é devidamente tratado em uma Estação de Tratamento de Esgoto da SANEAGO. Cidade Ocidental foi um dos primeiros municípios goianos a oferecer este tipo de serviço aos cidadãos e situa-se entre os cinquenta e sete municípios que oferecem esse serviço no estado.

## Educação
Cidade Ocidental é referência em educação. Hoje, a cidade conta com mais de 14 mil alunos apenas na rede municipal. A educação no município é oferecida pela rede estadual, municipal e entidades particulares, além de uma instituição militar, que é a maior do estado: o Colégio Estadual da Polícia Militar de Goiás (CEPMG), localizado na Super Quadra 15, no centro, e que atende estudantes do ensino fundamental e médio. Recentemente, foi construída com recursos próprios uma das maiores escolas da região: o Colégio Thiago Correia, que abriga mais de mil alunos da educação infantil e fundamental.
O Parque Tecnológico Alphaville, localizado no bairro Alphaville em Cidade Ocidental, foi destinado a abrigar as sedes do SESI e SENAI no município. O projeto visa impulsionar o desenvolvimento de tecnologia e inovação na região, com o objetivo de fomentar a educação e gerar oportunidades econômicas. Iniciada em 2019, a obra teve como objetivo atrair investimentos e promover a modernização da infraestrutura local. O município também foi escolhida para abrigar uma unidade da Universidade Federal de Goiás (UFG), com o objetivo de atender toda a região do Entorno de Brasíia.

## Cultura

### Crenças Populares
A cidade possui suas lendas, como as bolas-de-fogo (ou "bolas de prata", no contexto ufológico), a "árvore mística", localizada em Colina Verde (no Zé Leão), e, a mais famosa, a "lenda da noiva do lago".

### Espaços Culturais e de Lazer
- Orla do lago Jacob: Palco de grandes eventos, o cartão postal de Cidade Ocidental é o entorno sul da orla do Lago Jacob, uma grande reserva ambiental do município. O local é bem iluminado e conta com a segurança da Guarda Municipal de Cidade Ocidental, que tem um posto dedicado na área. O lago possui amplos parquinhos de diversões com brinquedos em fibra para as crianças, além de quadras de futebol para a diversão de todos. Além de ser bem arborizado, o local conta com belíssimos jardins e calçadas ao redor, ideais para caminhadas, além de aparelhos de ginástica e espaços para exercícios de todas as idades.

- Parque Ecológico Chico Mendes: Trata-se de um bosque urbanizado localizado no centro da cidade. Rodeado por árvores nativas do cerrado, o Parque Ecológico Chico Mendes é uma opção de lazer, oferecendo um lago artificial com peixes exóticos, quiosque com lanchonete, duas áreas de convivência cobertas, aparelhos de ginástica, parque infantil, campo de futebol de areia, trilhas para caminhada ecológica, área de piquenique e paisagismo.

- Povoado Mesquita: Localizada na Zona Rural de Cidade Ocidental, trata-se de uma comunidade de remanescentes de quilombos. A comunidade Quilombola do Mesquita surgiu a partir de uma doação de terras feita a três escravas da Fazenda Mesquita, há mais de 200 anos. Hoje, é formada por 300 famílias que cultivam marmelo, goiaba, laranja, cana-de-açúcar, mandioca e também contam com uma pequena indústria artesanal de marmelada e goiabada. No artesanato, produzem caixinhas, biscoitos e tapetes, que são comercializados em feiras. As festas são comemoradas com a dança Catira, uma dança tradicional de Goiás.[15][16]

- Clubes: Suleste Clube (atual Clube AQUA), Recanto das Águas, Águas Corrente Park, Espaço Tamareira, Toca do Leão e Recanto Primavera.[17]

### Religião
Segundo o censo de 2010, a composição religiosa de Cidade Ocidental era predominantemente católica apostólica romana, com 32.033 residentes. Os evangélicos somavam 17.359 pessoas, enquanto 779 declaravam-se espíritas.

### Eventos e datas comemorativas
Feriados Municipais
- 9 de dezembro: Emancipação da Cidade Ocidental
- 13 de Junho: Padroeiro da Cidade

Eventos e Festejos
- Corrida do Marmelo: Janeiro
- Paixão de Cristo: Abril
- Festa de Santo Antônio, Dia do Padroeiro: Junho
- Congresso Evangélico: Julho
- Canta Jardim: Agosto
- Festa dos Nordestinos: Agosto
- Comemoração do Dia do Cerrado: Setembro
- Desfile da Independência: Setembro
- Festa dos Estados: Setembro
- Cavalgada dos Veteranos: Setembro
- Aniversário de Cidade Ocidental: Dezembro.